# Vol Sepahan Airlines 5915
Le vol Sepahan Airlines 5915 du 10 aout 2014, affrété par la compagnie aérienne Sepahan Airlines, en provenance de l'aéroport international Mehrabad en Iran et à destination de l'aéroport de Tabas, assuré par un HESA IrAn-140, s'est écrasé dans les faubourgs de Téhéran quelques instants après son décollage.  L'avion de ligne transportait 48 passagers et membres d'équipage. Il n'y a que 9 survivants.

## Caractéristiques de l'avion
Le vol 5915 a été opéré par un HESA IrAn-140, un avion de ligne bi-turbopropulsé immatriculé EP-GPA fabriqué sous licence en Iran. L'avion effectua son premier vol en 2008. C’est une version de l’Antonov An-140 qui peut transporter jusqu'à 52 personnes.

## Déroulement des faits
L'avion, qui devait effectuer la liaison entre l'aéroport international Mehrabad de Téhéran et l'aéroport international de Tabas (Iran) avec 40 passagers et 8 membres d'équipage à bord, avait décollé et se trouvait en montée lorsque l'appareil a brusquement perdu de l'altitude et s'est écrasé à 9 h 18 heure locale dans les faubourgs de la ville de Téhéran, dans le quartier résidentiel d'Azadi, à cinq kilomètres de l'aéroport, avant de prendre feu.
Alireza Jahanguirian, chef de l'Organisation de l'aviation civile, déclare que l'avion s'est écrasé sur des arbres et qu'il n'y pas de victimes au sol.
Le pilote a évité de justesse les immeubles et un marché bondé, avant de s'écraser et percuter le mur en béton d'une caserne de l'armée de l'air.

## Passagers et membres d’équipage
Il y avait à bord 40 passagers dont 6 enfants et 8 membres d'équipage. Certains passagers blessés grièvement ont été transportés à l'hôpital[réf. souhaitée].

## Causes
L’agence officielle IRNA indique que l’avion aurait subi un incident moteur, ce qui lui aurait fait perdre de l’altitude.
Les autorités iraniennes citées le 29 septembre 2014 par les médias indiquent que l’accident a été causé par une panne de moteur et un signal d’alerte défaillant.

## Historique d'accidents
Les accidents aériens sont nombreux en Iran avec plus de 900 morts en dix ans, en raison d’une flotte âgée et d’une maintenance insuffisante en partie due à l’embargo exercé depuis les années 1980 et imposé par les États-Unis sur les composants aéronautiques ou les avions,. En effet, les sanctions imposées par les États-Unis et les pays européens en raison du programme nucléaire controversé de Téhéran empêchaient jusqu'à récemment l'Iran d'acheter des pièces de rechange ou des avions occidentaux pour renouveler sa flotte aérienne civile, dans un état vétuste.